# Karl-Heinz Luck
Pour les articles homonymes, voir Luck.
Karl-Heinz Luck, né le 28 janvier 1945 à Unterschönau et mort le 31 août 2024 à Rotterode,, est un coureur du combiné nordique est-allemand.

## Biographie
En 1970, alors classé numéro un mondial, il remporte la course au Festival de ski de Holmenkollen, puis termine troisième en 1971. Il prend la sixième place aux Championnats du monde 1970.
Aux Jeux olympiques d'hiver de 1972, il remporte la médaille de bronze en individuel, alors qu'il est seulement dix-septième sur la portion de saut.
Après sa carrière sportive achevée en 1973, il se reconvertit en tant qu'entraîneur.

## Palmarès

### Jeux olympiques
| Épreuve / Édition | Grenoble 1968 | Sapporo 1972 |
| Individuel        | 11e           | Bronze       |

### Championnats du monde
| Épreuve / Édition | Épreuve / Édition | Vysoke Tatry 1970 |
| Individuel        | Individuel        | 6e                |

### Championnat d'Allemagne de l'Est
En 1969, Luck remporte le Championnat d'Allemagne de l'Est. Il ne réussira pas à reconquérir ce titre et sera vice-champion en 1970 et 1971.